# Microchaetes hystricosus
Microchaetes hystricosus là một loài bọ cánh cứng trong họ Byrrhidae. Loài này được Lea miêu tả khoa học năm 1920.